# Xã Osceola, Quận Renville, Minnesota
Xã Osceola (tiếng Anh: Osceola Township) là một xã thuộc quận Renville, tiểu bang Minnesota, Hoa Kỳ. Năm 2010, dân số của xã này là 158 người.